# Yuto Iwasaki
Yuto Iwasaki (岩崎 悠人 Iwasaki Yuto?), född 11 juni 1998, är en japansk fotbollsspelare.
I maj 2017 blev han uttagen i Japans trupp till U20-världsmästerskapet 2017.